# سوکوبانگا
سوکوبانگا (به صربی: Sokobanja) یک شهرستان در صربستان است که در ناحیه زایچار واقع شده‌است. سوکوبانگا ۳۶۹ متر بالاتر از سطح دریا واقع شده‌است.

## خواهرخوانده
شهر هودمزوواشارهی خواهرخواندهٔ سوکوبانگا هست.